# Logan Sargeant
Logan Sargeant, né le 31 décembre 2000 à Fort Lauderdale (Floride), est un pilote automobile américain.
Pilote de réserve pour Williams F1 Team en 2022, il devient titulaire aux côtés d'Alexander Albon en 2023 et 2024, avant d’être remplacé par Franco Colapinto en cours de saison.

## Biographie
Logan Hunter Sargeant naît le 31 décembre 2000 à Fort Lauderdale, en Floride. Il est le fils de Daniel Sargeant, propriétaire de la compagnie maritime Sargeant Marine Inc., et le neveu de Harry Sargeant III (en), entrepreneur ayant fait fortune dans les secteurs de l'énergie et des transports,,. Sa carrière a été principalement financée par sa famille.
Son frère aîné, Dalton Sargeant, est également pilote automobile.

### 2008-2016: débuts en Karting
De 2008 à 2016, Sargeant prend part à plusieurs championnats de karting. Au cours de cette période, il remporte douze titres, dont le championnat du Monde CIK-FIA en 2015, devenant le premier Américain à remporter le championnat de monde karting FIA depuis Lake Speed en 1978.

### 2016-2018: Formule 4 et Formule Renault

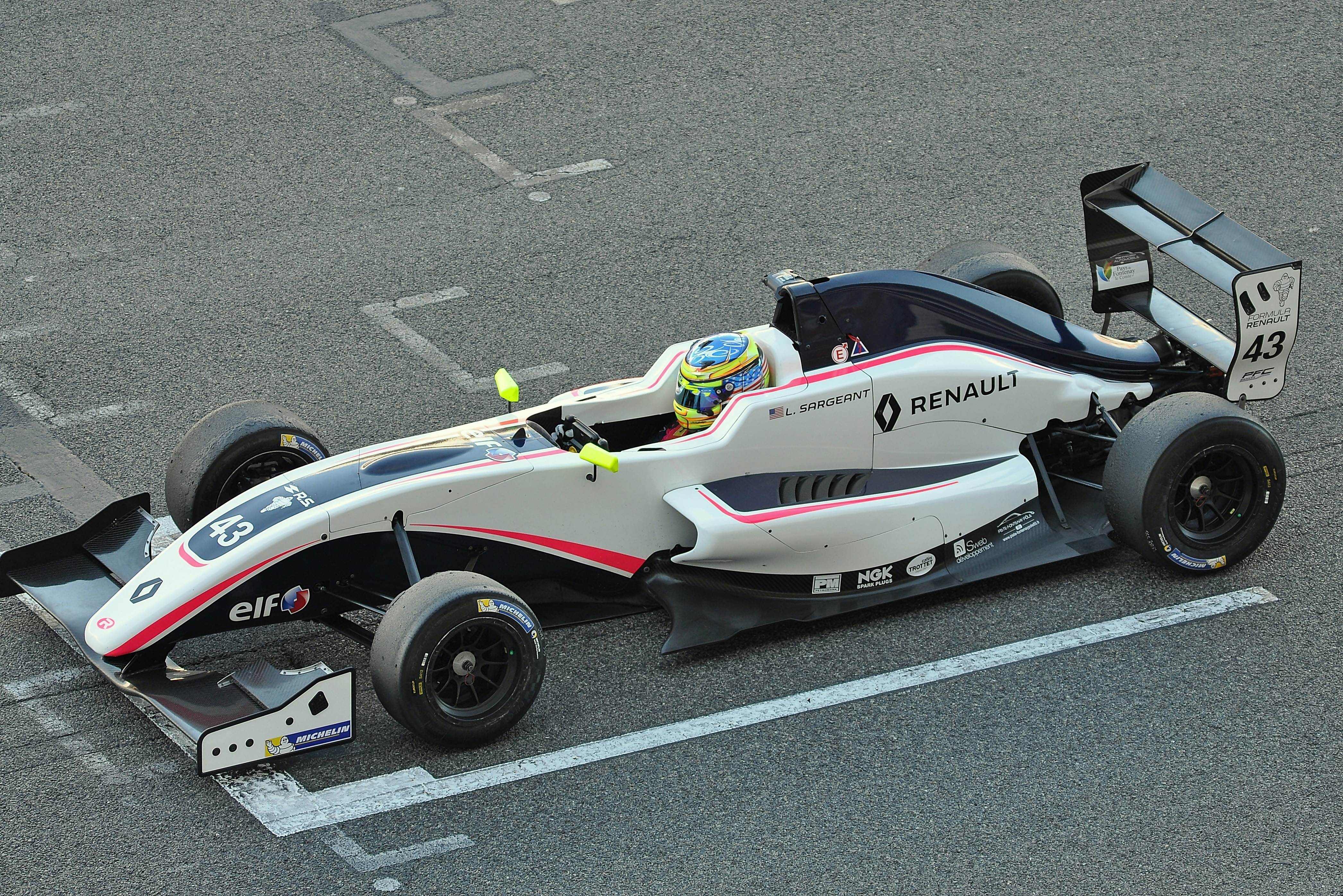
Logan Sargeant en Eurocup Formula Renault 2.0 en 2017 à Barcelone.

Sargeant fait ses débuts en monoplace en 2016 en prenant part au championnat des Émirats arabes unis de Formule 4, avec le Team Motopark. Il achève la saison à la deuxième place, avec 15 podiums et 261 points.
En 2017, il rejoint le championnat britannique de Formule 4, avec Carlin Motorsport. Avec deux victoires, dix podiums et 356 points inscrits, il termine troisième du championnat, derrière Jamie Caroline et Oscar Piastri.
En parallèle de sa saison de Formule 4 britannique, l'Américain s'engage avec R-ace GP en VdeV Challenge Monoplace pour trois courses. Il se classe vingt-huitième du championnat avec une victoire, trois podiums et une pole position. Toujours avec l'équipe française, il dispute trois courses en Formule Renault Eurocup 2.0 (non classé au championnat) et deux autres en Formule Renault 2.0 NEC où il se classe vingt-troisième,.
Toujours avec R-ace GP, Sargeant s'engage sur une campagne complète en Formula Renault Europcup 2.0 en 2018 ; il se classe quatrième du championnat avec trois victoires, sept podiums et deux pole positions. À nouveau engagé sur une sélection d'épreuves en Formule Renault 2.0 NEC cette même année, il remporte une victoire et obtient trois podiums ; pilote invité, il n'est pas classé au championnat.

### 2019-2021: FIA Formule 3 et European Le Mans Series

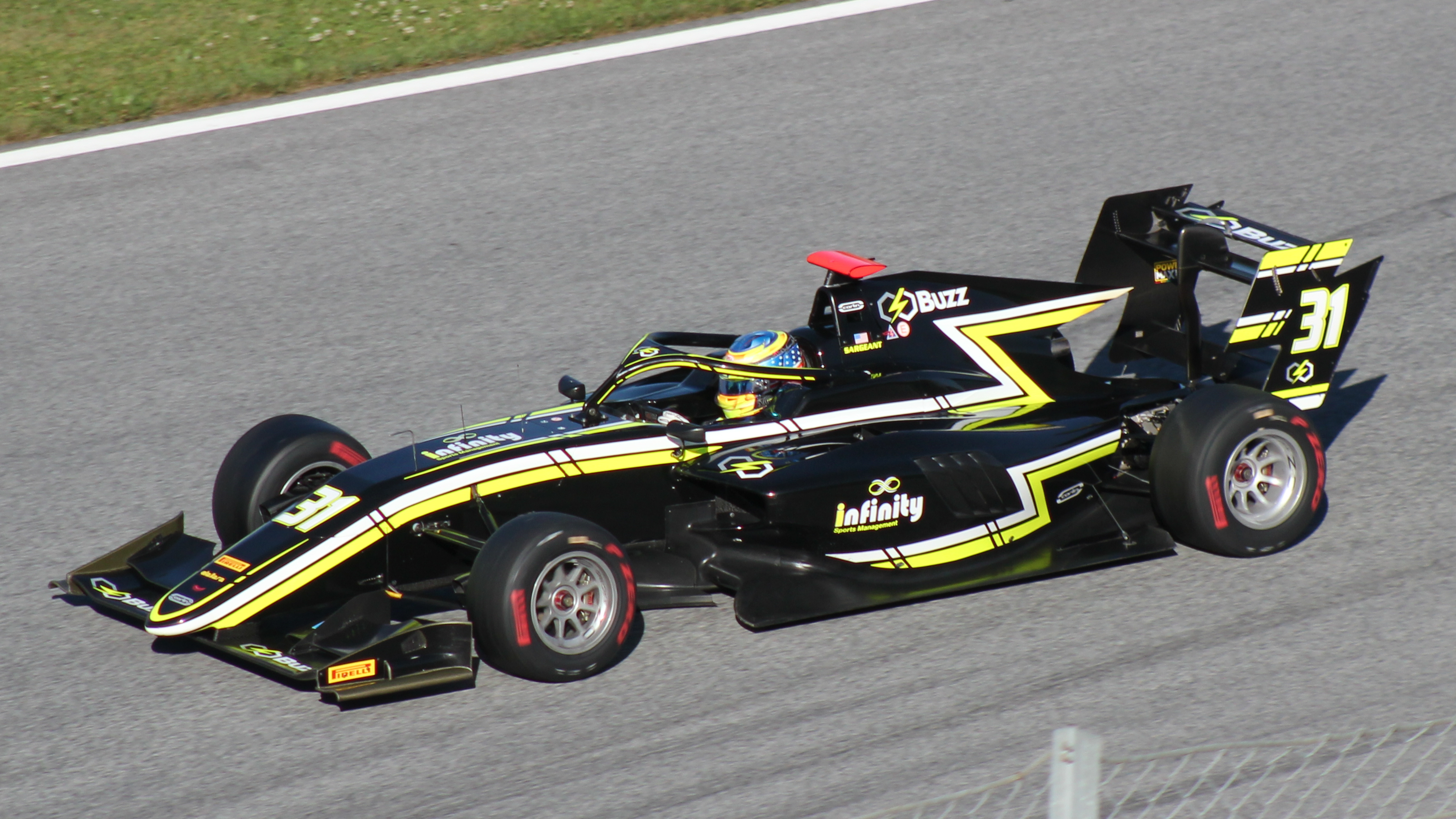
Logan Sargeant en Formule 3 FIA en 2019 à Spielberg.

En 2019, Sargeant s'engage en championnat de Formule 3 FIA, où il retrouve Carlin Motorsport. L'Américain marque des points à quatre reprises et termine à la dix-neuvième place du championnat avec cinq points, trois places derrière son équipier Felipe Drugovich. En fin de saison, toujours avec Carlin, il termine troisième du Grand Prix de Macao.
Pour la saison 2020, Sargeant rejoint Prema Racing, aux côtés de Frederik Vesti et d'Oscar Piastri, son ancien rival en Formule 4 britannique et en Formule Renault Eurocup. Après un premier podium lors de la première course de la saison en Autriche, il s'affirme vite comme un candidat au titre en obtenant deux autres podiums et une victoire en course principale à Silverstone, ce qui lui permet de prendre la tête du championnat. Il remporte une seconde victoire en Spa-Francorchamps, lors de la course sprint. Il perd cependant de nombreux points aux cours des deux dernières manches disputées à Monza et au Mugello, fragilisant sa position de leader. Il abandonne ses chances de titres lors de la dernière course de la saison au Mugello, à la suite d'une sortie de piste le contraignant à l'abandon. Il termine troisième du championnat, un point derrière Théo Pourchaire et quatre points derrière son coéquipier Oscar Piastri, sacré champion.

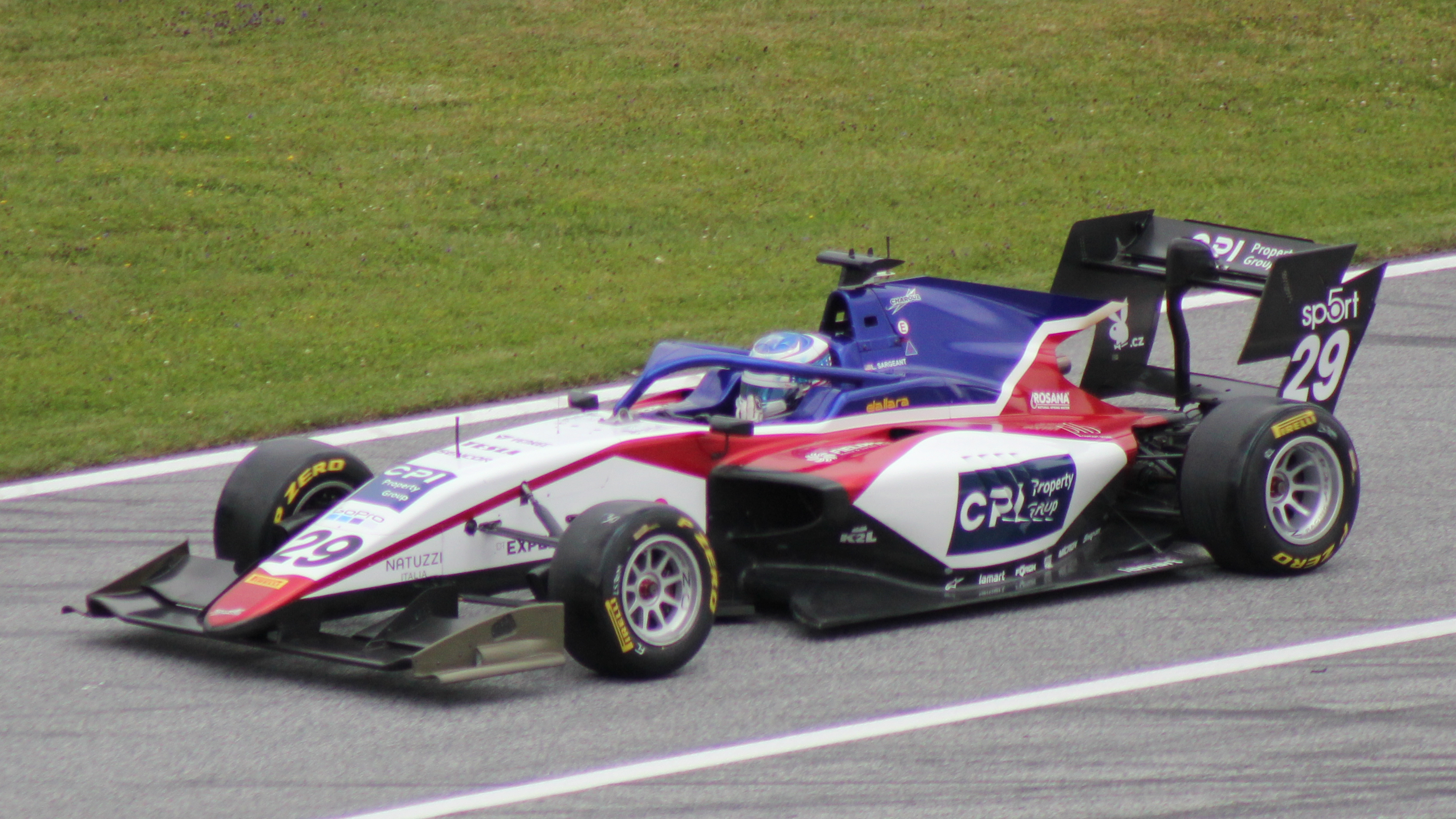
Logan Sargeant en Formule 3 FIA en 2021 à Spielberg.

N'ayant pas obtenu les fonds nécessaires pour rejoindre la Formule 2 en 2021 (Sargeant Marines.Inc étant notamment condamnée à payer une amende de 16,6 millions de dollars pour avoir soudoyé des fonctionnaires brésiliens, équatoriens et vénézuéliens), Sargeant signe chez Charouz Racing System pour une troisième saison en Formule 3,. Dans une équipe moins performante que Prema, l'Américain se montre régulier en remportant une victoire lors de la première course sprint sur le circuit de Sotchi et en obtenant quatre podiums. Il termine septième du championnat avec 102 points. En parallèle de sa saison de Formule 3, Sargeant s'engage en European Le Mans Series avec l'équipe Racing Team Turkey pour deux épreuves, aux côtés de Harry Tincknell et de Charlie Eastwood. Il termine quatrième des 4 Heures du Red Bull Ring et septième des 4 Heures de Monza.

### 2021-2022: Formule 2

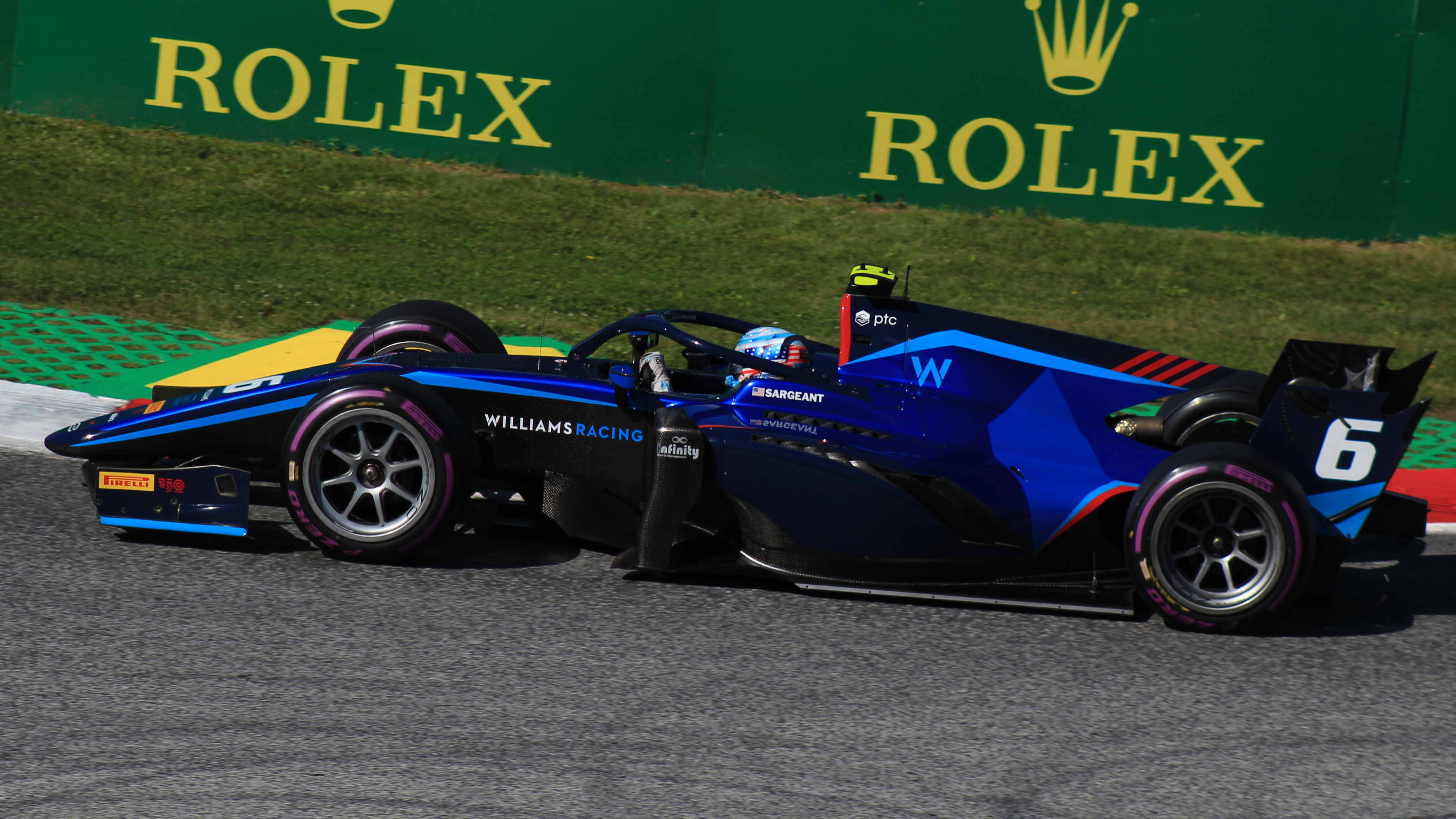
Logan Sargeant en Formule 2 en 2022 à Spielberg.

Fin 2021, peu de temps après avoir rejoint l'académie de jeunes pilotes Williams, l'Américain est engagé par HWA Racelab pour l'épreuve de Jeddah en Formule 2, en remplacement de Jake Hughes,. Il ne marque cependant aucun point et se classe dernier du championnat. 
En 2022, Sargeant est annoncé aux côtés de Liam Lawson chez Carlin Racing pour disputer sa première saison complète en Formule 2. Il devient également pilote de réserve de Williams F1 Team. Il obtient son premier podium en terminant troisième de la course sprint de Barcelone puis un nouveau lors de la course principale de Bakou où il termine deuxième. À Silverstone, l'Américain obtient sa première pole position en Formule 2. Le lendemain, il remporte la course principale du weekend, sa première victoire dans le championnat. 
À nouveau en pole au Red Bull Ring, il profite des pénalités de Richard Verschoor et Jehan Daruvala sur la course principale pour remporter une seconde victoire. À nouveau en pole position au Castellet, il abandonne dans la course principale. Après 16 courses sur 28, il est deuxième du championnat avec 115 points de retard sur Felipe Drugovich. Il abandonne lors de cinq des six dernières manches et termine quatrième du championnat avec 148 points, un point derrière son équipier Liam Lawson.

### 2023-2024: Formule 1 chez Williams

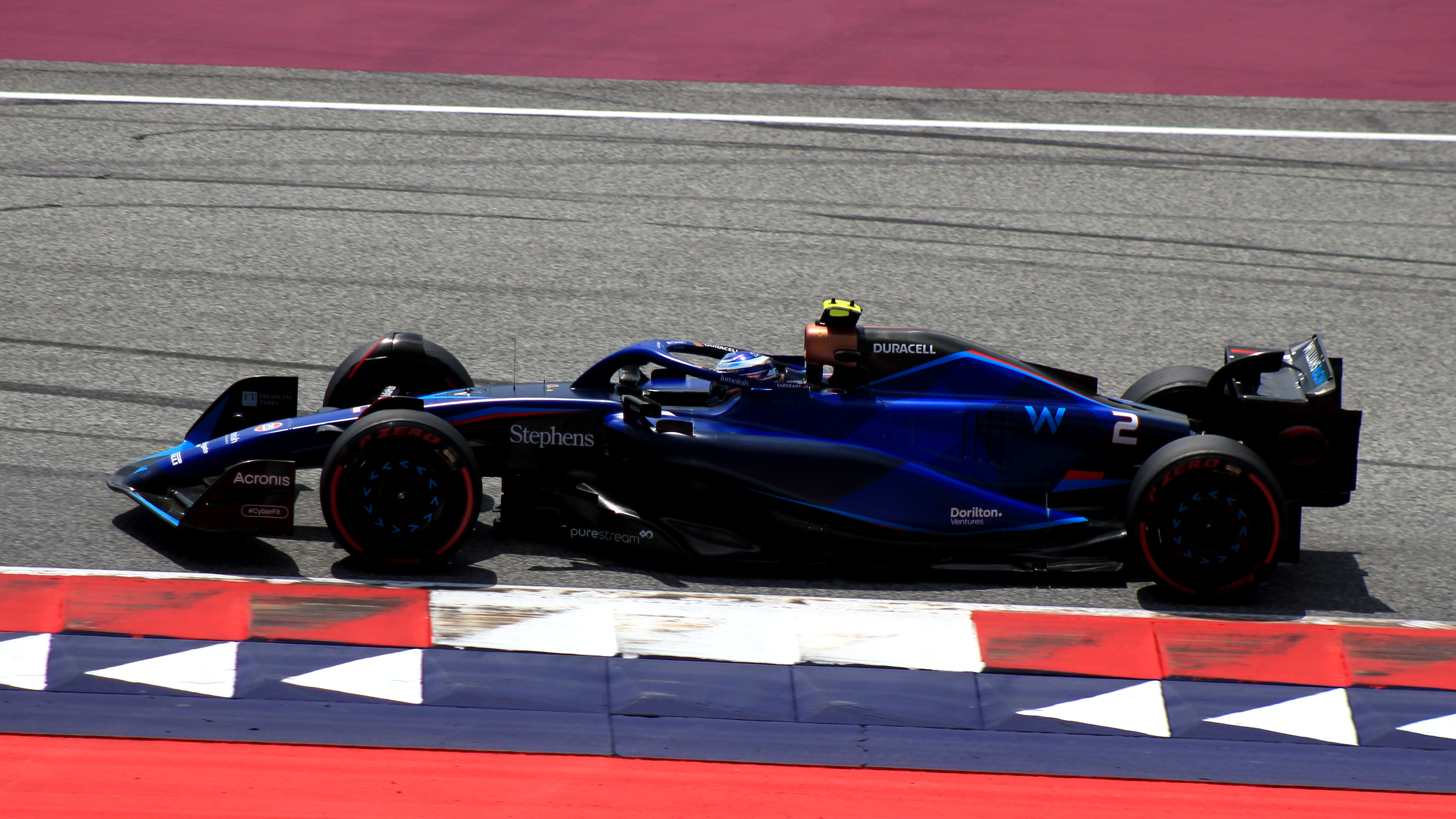
Logan Sargeant au Grand Prix d'Autriche 2023.

Le 21 novembre 2022, au lendemain du dernier Grand Prix de la saison 2022 disputé à Abou Dabi, Sargeant est annoncé par Williams Racing comme pilote titulaire pour la saison 2023 de Formule 1, aux côtés d'Alexander Albon. Il devient le premier Américain à rejoindre le championnat depuis Alexander Rossi, au Grand Prix du Brésil 2015 et choisit le no 2 comme numéro permanent.  
Douzième sous le drapeau à damier du Grand Prix des Etats-Unis, il profite des disqualifications de Charles Leclerc et de Lewis Hamilton pour marquer son premier point en Formule 1. 
En décembre, Williams le confirme pour 2024. Il se classe vingtième et seizième des premières courses de la saison. Après le Grand Prix des Pays-Bas et une longue série de mauvaises performances de l'Américain, Williams Racing annonce son remplacement par l'Argentin Franco Colapinto pour le reste de la saison,.

## Carrière

### Résultats en monoplace
| Saison    | Championnat                                      | Écurie                | Courses           | Victoires         | Pole positions    | Meilleurs tours   | Podiums           | Points            | Classement        |
| --------- | ------------------------------------------------ | --------------------- | ----------------- | ----------------- | ----------------- | ----------------- | ----------------- | ----------------- | ----------------- |
| 2016–2017 | Championnat des Émirats arabes unis de Formule 4 | Team Motopark         | 18                | 0                 | 0                 | 5                 | 15                | 261               | 2e                |
| 2017      | Championnat de Grande-Bretagne de Formule 4      | Carlin Motorsport     | 30                | 2                 | 2                 | 2                 | 10                | 356               | 3e                |
| 2017      | VdeV Challenge                                   | R-ace GP              | 3                 | 1                 | 1                 | 0                 | 3                 | 99                | 28e               |
| 2017      | Formula Renault 2.0 NEC                          | R-ace GP              | 2                 | 0                 | 0                 | 0                 | 0                 | 24                | 23e               |
| 2017      | Eurocup Formula Renault 2.0                      | R-ace GP              | 3                 | 0                 | 0                 | 0                 | 0                 | N/A†              | n.c               |
| 2018      | Formula Renault 2.0 NEC                          | R-ace GP              | 12                | 1                 | 0                 | 1                 | 3                 | 87                | 5e                |
| 2018      | Eurocup Formula Renault 2.0                      | R-ace GP              | 20                | 3                 | 2                 | 3                 | 7                 | 218               | 4e                |
| 2019      | Formule 3 FIA                                    | Carlin Motorsport     | 16                | 0                 | 0                 | 0                 | 0                 | 5                 | 19e               |
| 2020      | Formule 3 FIA                                    | Prema Racing          | 18                | 2                 | 3                 | 2                 | 6                 | 160               | 3e                |
| 2021      | Formule 3 FIA                                    | Charouz Racing System | 20                | 1                 | 0                 | 0                 | 4                 | 98                | 7e                |
| 2021      | Formule 2                                        | HWA Racelab           | 3                 | 0                 | 0                 | 0                 | 0                 | 0                 | 29e               |
| 2022      | Formule 2                                        | Carlin Motorsport     | 28                | 2                 | 2                 | 0                 | 4                 | 148               | 4e                |
| 2022      | Formule 1                                        | Williams Racing       | Pilote de réserve | Pilote de réserve | Pilote de réserve | Pilote de réserve | Pilote de réserve | Pilote de réserve | Pilote de réserve |

† Sargeant étant un pilote invité, il était inéligible pour marquer des points.

### Résultats en championnat du monde de Formule 1
| Saison | Écurie          | Châssis | Moteur                    | Pneus   | GP disputés | Pole positions | Victoires | Podiums | Meilleurs tours | Dans les points | Abandons | Points inscrits | Classement |
| ------ | --------------- | ------- | ------------------------- | ------- | ----------- | -------------- | --------- | ------- | --------------- | --------------- | -------- | --------------- | ---------- |
| 2023   | Williams Racing | FW45    | Mercedes V6 turbo hybride | Pirelli | 22          | 0              | 0         | 0       | 0               | 1               | 7        | 1               | 21e        |
| 2024   | Williams Racing | FW46    | Mercedes V6 turbo hybride | Pirelli | 14          | 0              | 0         | 0       | 0               | 0               | 2        | 0               | 23e        |
|        | Total           |         |                           |         | 36          | 0              | 0         | 0       | 0               | 1               | 9        | 1               |            |

| Saison        | Écurie          | Châssis       | Moteur                                    | Pneus | 1       | 2       | 3         | 4       | 5       | 6        | 7       | 8        | 9        | 10      | 11       | 12      | 13       | 14      | 15      | 16       | 17       | 18      | 19       | 20      | 21      | 22      | 23  | 24  | Classement | Points inscrits |
| ------------- | --------------- | ------------- | ----------------------------------------- | ----- | ------- | ------- | --------- | ------- | ------- | -------- | ------- | -------- | -------- | ------- | -------- | ------- | -------- | ------- | ------- | -------- | -------- | ------- | -------- | ------- | ------- | ------- | --- | --- | ---------- | --------------- |
| 2023          | Williams Racing | Williams FW45 | Mercedes V6 turbo hybride M14 Performance | P     | BAH 12e | SAU 16e | AUS 16e*  | AZE 16e | MIA 20e | MON 18e  | ESP 20e | CAN Abd. | AUT 13e  | GBR 11e | HON 18e* | BEL 17e | P-B Abd. | ITA 13e | SIN 14e | JAP Abd. | QAT Abd. | USA 10e | MEX 16e* | BRE 11e | LVE 16e | ABU 16e |     |     | 21e        | 1               |
| 2024          | Williams Racing | Williams FW46 | Mercedes V6 turbo hybride M15 Performance | P     | BAH 20e | SAU 14e | AUS Forf. | JAP 17e | CHN 17e | MIA Abd. | EMI 17e | MON 15e  | CAN Abd. | ESP 20e | AUT 19e  | GBR 11e | HON 17e  | BEL 17e | P-B 16e | ITA      | AZE      | SIN     | USA      | MEX     | BRE     | LVE     | QAT | ABU | 23e        | 0               |
| Légende : ici |                 |               |                                           |       |         |         |           |         |         |          |         |          |          |         |          |         |          |         |         |          |          |         |          |         |         |         |     |     |            |                 |

### Résultats en endurance European Le Mans Series
| Année | Écurie             | Châssis  | Moteur                        | Classe | 1   | 2     | 3   | 4     | 5   | 6   | Position | Points |
| ----- | ------------------ | -------- | ----------------------------- | ------ | --- | ----- | --- | ----- | --- | --- | -------- | ------ |
| 2021  | Racing Team Turkey | Oreca 07 | Gibson 4,0 l V8 atmosphérique | LMP2   | BAR | RBR 4 | LEC | MON 7 | SPA | POR | 19e      | 21     |